# Notre-Dame (Maurice)
Pour les articles homonymes, voir Notre-Dame.
Notre-Dame est un village du nord de l'île Maurice dépendant du district de Pamplemousses et constituant le Village Council Area (VCA) de Notre-Dame. Selon le recensement de 2011, il comptait alors 4 216 habitants.
Le village doit son nom à la paroisse Notre-Dame-de-la-Délivrande dont l'église a été consacrée en 1864. De la paroisse dépendent la chapelle Sainte-Thérèse de Montagne Longue et la chapelle Saint-Victor d'Industrie. L'église avec son clocher hexagonal a succédé à une chapelle construite en 1848.